# Ronald Richter

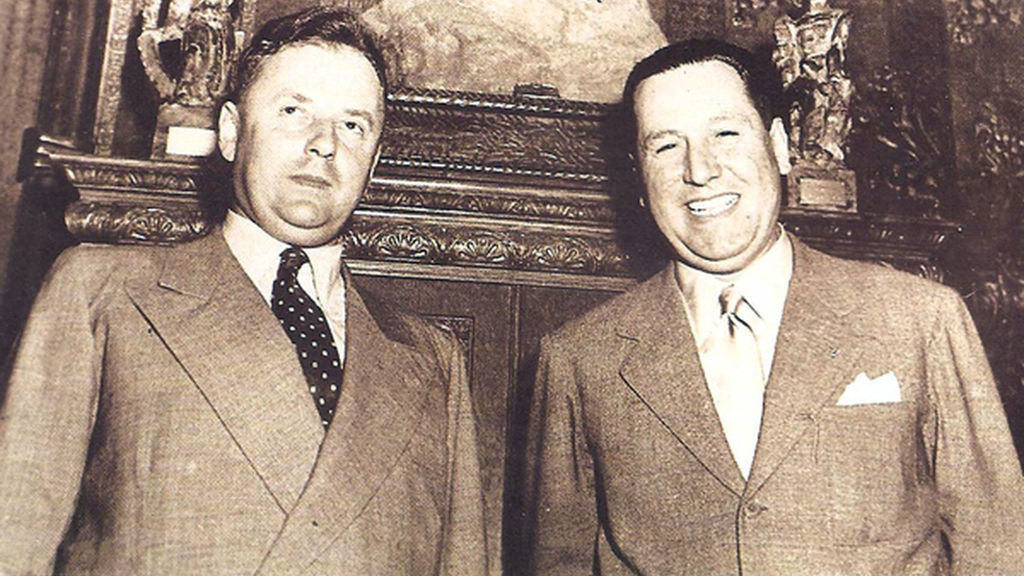
Ronald Richter (links) mit Juan Domingo Perón (rechts).

Ronald Richter (* 21. Februar 1909 in Falkenau, Böhmen; † 25. September 1991) war ein österreichischer Physiker, der in Argentinien eine zweifelhafte Rolle in Bezug auf das argentinische Huemul-Projekt und die Comisión Nacional de Energía Atómica (CNEA) spielte. Mit diesem Projekt wollte man in den 1950er-Jahren unter der Präsidentschaft von Juan Perón Energie aus nuklearer Fusion gewinnen. Richters Projekt gab vor, billige Energie in Halb-Liter- und Liter-Behältern erzeugen zu können.

## Nationalität
Ronald Richter wurde in Falkenau an der Eger (dem heutigen Sokolov) geboren, das damals noch zum Habsburgerreich gehörte. Er war deutscher Abstammung, wobei nicht klar ist, ob er Deutscher oder Österreicher war. In den frühen 1950er-Jahren nahm er dann die argentinische Staatsbürgerschaft an, wobei der argentinische Präsident Juan Perón dies durch eine Gesetzesänderung ermöglichte.

## Ausbildung
Richter besuchte die Universität Prag, wo er 1935 das Studium abschloss. Unterschiedlichen Quellen zufolge promovierte er 1955, wobei anderen Quellen zufolge der Doktorgrad aufgrund von Falschinterpretationen seiner Ergebnisse nicht verliehen wurde. Er schlussfolgerte aus seinen Daten, dass Deltastrahlung aus der Erde emittiert wird, hatte jedoch diese mit Röntgenstrahlung verwechselt, die am Boden gestreut wurde.
Santos Mayo zitierte Richard Gans in seinen Erinnerungen mit den Worten:

„Richter schlug eine Arbeit an der Universität Prag vor, um ‚Deltastrahlung‘ zu detektieren, die von der Erde abgegeben wird. Professor Rausch von Traubenberg stimmte dem Projekt jedoch nicht zu. Das ‚junge Genie‘ jedoch wandte sich einer anderen Arbeit zu und graduierte in einem anderen Gebiet.“

Kurt Sittes Erinnerungen unterscheiden sich jedoch im Hinblick auf Richters Forschung unter Professor Furth:

„...als ich als Assistent von Professor Furth im Department für Experimentelle Physik an der Prager Universität arbeitete, kam Richter mit einem fantastischen Projekt zu uns. Er hatte (selbstverständlich nicht in einem Wissenschaftsjournal) über die Entdeckung einer mysteriösen Strahlung gelesen, den ‚Erdstrahlen‘, welche aus dem Erdinneren hervorstrahlen und welche eine Vielzahl wunderbarer Effekte verursachte. Das war es, an dem wir forschen wollten. Er war wegen seiner Idee sehr aufgeregt und es war deswegen sehr schwierig, ihn zu überzeigen (wenn wir es je gemacht haben), dass der zitierte ‚Beweis‘ gefälscht war. Seine Doktorarbeit wurde nicht veröffentlicht.“

## Karriere

### Europa
Richter arbeitete in Deutschland, England und Frankreich. Während seiner Dissertation an der Universität Prag arbeitete Richter bei den Falkenau-Chemiewerken in seiner Heimatstadt Eger (nun Cheb in Tschechien). Er arbeitete dabei mit Lichtbogenöfen an akkuraten Methoden zur Messung und Temperaturkontrolle. Richter entdeckte weiters, dass die Injektion von schwerem Wasserstoff (Deuterium) eine nukleare Reaktion verursachte, die er mit einem Geigerzähler messen und justieren konnte.
Während des Zweiten Weltkriegs arbeitete Richter in Deutschland zusammen mit Max Steenbeck und Manfred von Ardenne an einem Teilchenbeschleuniger, der von den Sowjets nach dem Krieg kopiert und unter dem Namen Tokamak bekannt wurde. Nach Ende des Krieges arbeitete er unter anderem für sechs Monate mit Sprengstoffen. Er traf auch den Luftfahrtingenieur Kurt Tank in London; Tank emigrierte später nach Argentinien, wo er von Peróns Regierung unter dem Pseudonym Pedro Matthies angeheuert wurde.

### Argentinien
Auf Empfehlung von Kurt Tank im Jahre 1947 wurde Richter nach Argentinien eingeladen, um ein Nuklearprogramm für General Juan Perón zu entwickeln. Er fand heraus, dass der Deutsche Tokamak nach Argentinien geschmuggelt wurde und Perón dabei verzweifelt einen Experten suchte, der diese Maschine bedienen konnte. Richter brachte Wissen von einer fortgeschrittenen Teilchenbeschleunigertechnologie der deutschen Forschung während des Krieges mit; er wurde von dem deutschen Industriellen und ehemaligen Spion August Siebrecht empfangen. Siebrecht brachte Richter nach Córdoba, wo Tank Flugzeuge entwickelte. Dieser war an Richters Vorschlag interessiert, um Nuklearenergie für den Flugzeugantrieb zu verwenden. Richter erwähnte dabei in all seinen Korrespondenzen über das Huemul-Projekt Tank unter seinem Decknamen Professor Dr. Pedro Matthies.
1949 wurde Richter von Perón angeworben, der ihn überzeugt hatte, eine Nuklearfusion kontrolliert unter Einsatz billiger Ausgangsmaterialien in einem Prozess zu erzeugen, der dabei enorme Mengen an billiger Energie freisetzte. Dieses Programm wurde dann auch als das Huemul-Projekt bekannt. Peróns Unterstützung für Richters Idee stand in Einklang mit den Bemühungen, Argentinien zu den führenden Nationen aufschließen zu lassen („New Argentinia“), war jedoch an der militärischen Nutzung der Nuklearfusion nicht interessiert. Perón war überzeugt, in Richter den Mann mit der richtigen Vita für solch ein Projekt gefunden zu haben. Aufgrund seiner politischen Meinungsverschiedenheiten mit Wissenschaftlern aus Argentinien, wie etwa Enrique Gaviola, wollte Perón nur ungern deren Rat im Bezug auf Richters Ideen einholen. Er gab Richter hingegen Blankovollmachten und bestimmte ihn als seinen persönlichen Repräsentanten in Bariloche. Die Gesamtkosten des Projekts wurden auf 300 Millionen US-Dollar (auf die Kaufkraft in 2003 gerechnet) geschätzt. 

1951 verkündete Richter schließlich, dass ihm unter Laborbedingungen eine kontrollierte Nuklearfusion gelungen wäre; eine Behauptung, die später widerlegt wurde. Es stellte sich heraus, dass Richter lediglich Wasserstoff in einem Lichtbogen gezündet hatte. Danach wurde offensichtlich, dass Richters Projekt gescheitert war. Perón setzte ein Komitee zur Prüfung ein, dessen Mitglied auch José Balseiro war, ein früheres Fakultätsmitglied des La Plata Institut für Physik, um über die Beendigung des Projekts von Richter zu entscheiden. Das Komitee analysierte die Arbeit Richters und kam zur Einschätzung, dass die Temperaturen, die im Experiment erreicht wurden, viel zu niedrig waren, um eine wirkliche thermonukleare Fusion hervorzurufen. Nachdem ihre Ergebnisse an Perón 1952 übermittelt worden waren, wurde das Projekt aufgegeben.
Nach dem Aus des Projekts verbrachte Richter Zeit außerhalb von Argentinien, unter anderem auch in Libyen. Er scheint dann anschließend nach Argentinien zurückgekehrt zu sein, wo er 1991 verstarb; eine Meldung hierüber erschien im Microsemanario.

### Projekt Huemul: Reaktionen und Folgen
Am 24. März 1951 verkündete Perón der internationalen Presse, dass Argentinien „Atomenergie produziert“ und verlieh Richter später auch den Peronista-Orden. Britische Wissenschaftler jedoch zögerten, die Behauptungen eines unbekannten Wissenschaftlers einfach ohne vorhergehende Bestätigung zu akzeptieren. In den USA wurden zwei Geheimprojekte gestartet – Sherwood und Matterhorn. Ein Geheimdienstbericht der USA, der später freigegeben worden ist, kam zum Schluss, dass er (Richter) möglicherweise ein verrücktes Genie [...], das gedanklich im Jahr 1970 ist, sein könnte. Jedoch stellte sich bald heraus, dass seine Behauptungen falsch waren und das Interesse daran ließ nach. Nachdem auch Perón abgesetzt worden war, untersuchte die neue Regierung den Verbleib von 1 Milliarde Argentinischer Pesos in Richters Projekt und verhaftete ihn. Geheime britische Regierungsakten, die nach 30 Jahren 1983 freigegeben wurden, legen nahe, dass Perón 1951 erwog, die Falklandinseln zu besetzen, möglicherweise aufgrund seiner Zuversicht, dass Argentinien das erste Land war, das Atomenergie für industrielle Zwecke einsetzen konnte.

## Referenzen
- Alemann, Peter (1955). Esto Es, last week of October 1955.
- Confalonieri, Orestes D. (1956). Peron contra Peron, Editorial Antygua, Buenos Aires.
- Eloy Martínez, Tomas (1996). Las Memorias del General. Editorial Planeta, Buenos Aires. ISBN 950-742-697-3. See translated excerpt, below.
- Hugo Gambini: Historia del Peronismo. Editorial Planeta Buenos Aires, 1999, ISBN 950-49-0226-X (spanisch).
- Joseph P. Farrell: Nazi International: The Nazis' Postwar Plan to Control the Worlds of Science, Finance, Space, and Conflict. Adventures Unlimited Press, 2009, ISBN 1-931882-93-2 (englisch). Extensive discussion in Chapter 10.